# Antonín Blažek (politik)
Antonín Blažek (* 10. ledna 1945) je bývalý český a československý politik a diplomat, po sametové revoluci poslanec Sněmovny národů Federálního shromáždění za Občanské fórum, později za ODA.

## Biografie
V roce 1959 byl kvůli otci, jenž neprošel kádrovými prověrkami, vyloučen ze Střední průmyslové školy. V roce 1970 pak byl vyloučen v pátém ročníku ze studia na Univerzitě Palackého kvůli tomu, že organizoval stávku studentů proti sovětské okupaci. Působil jako soustružník a pracovník geologického průzkumu.
Nakonec si ale vysokoškolské studium dokončil. Absolvoval Univerzitu Palackého, doktorát z filozofie získal v roce 1980 na Univerzitě J. E. Purkyně v Brně (dnes Masarykova univerzita) na oboru Dějiny a teorie románských literatur (dizertační práce K problematice mravního řádu ve španělské dramatice Zlatého věku byla publikována v upravené verzi v časopise Studia Comeniana et Historica, XIV/1984/28). Od února 1990 působil jako vysokoškolský pedagog na UP v Olomouci.
17. listopadu 1989 shodou okolností pobýval v Praze, ale o demonstraci v centru města se nedozvěděl. Vrátil se na Moravu a krátce poté se již během sametové revoluce zapojil do činnosti Občanského fóra v Olomouci a stal se jedním z jeho mluvčích. Účastnil se prvního sněmu OF koncem prosince 1989. Ve volbách roku 1990 byl zvolen do české části Sněmovny národů Federálního shromáždění (volební obvod Severomoravský kraj) za OF. Po rozkladu OF v roce 1991 přešel do poslaneckého klubu ODA. Ve Federálním shromáždění setrval do voleb roku 1992.
Od června 1992 do března 2009 působil v diplomatických službách ČSFR a ČR: Od 10. srpna 1992 do roku 1997 byl velvyslancem v Brazílii. V prosinci 1996 byl navíc velvyslancem se zvláštním posláním v Peru v době, kdy peruánsští rebelové zajali na japonské ambasádě v Limě velké množství lidí, včetně českého charge d'affaires. V letech 1997-1998 byl ředitelem diplomatického protokolu na MZV ČR a v období let 1998-1999 ředitelem odboru amerických států na MZV ČR.[zdroj?] V roce 1999 se uvádí jako nový mimořádný a zplnomocněný velvyslanec Česka ve Venezuele, Dominikánské republice, Grenadě, Barbadosu, Guayanské kooperativní republice, Trinidadu a Tobagu, Surinamu, Jamajce, v Antigua a Barbuda, Dominickém společenství, Svaté Lucii, Svatém Kryštofu a Nevisu, Svatém Vincenci a Grenadinách, se sídlem v Caracasu. Na tomto postu setrval do roku 2004, kdy se stal velvyslancem v Kuvajtu a v Kataru. K roku 2010 se po odchodu z diplomacie uvádí jako člen kontrolní komise spořitelního družstva Artesa.
Od roku 2013[zdroj?] pracuje jako externí učitel na Metropolitní univerzitě Praha, na katedře mezinárodních vztahů a evropských studií.